# Iniowate
Iniowate (Inidae) – rodzina ssaków z parvordo zębowców (Odontoceti) w obrębie infrarządu waleni (Cetacea).

## Występowanie
Rodzina obejmuje gatunki występujące w Ameryce Południowej.

## Systematyka
Do rodziny należy jeden występujący współcześnie rodzaj:
- Inia d’Orbigny, 1834 – inia

Opisano również rodzaje wymarłe:
- Brujadelphis Lambert, Bianucci, Urbina & Geisler, 2017[10] – jedynym przedstawicielem był Brujadelphis ankylorostris Lambert, Bianucci, Urbina & Geisler, 2017
- Goniodelphis G.M. Allen, 1941[11] – jedynym przedstawicielem był Goniodelphis hudsoni G.M. Allen, 1941
- Ischyrorhynchus Ameghino, 1891[12] – jedynym przedstawicielem był Ischyrorhynchus vanbenedeni Ameghino, 1891
- Isoninia Godfrey, Gutstein & Morgan, 2021[13] – jedynym przedstawicielem był Isoninia borealis Godfrey, Gutstein & Morgan, 2021
- Isthminia Pyenson, Vélez-Juarbe, Gutstein, Little, Vigil & O’Dea, 2015[14] – jedynym przedstawicielem był Isthminia panamensis Pyenson, Vélez-Juarbe, Gutstein, Little, Vigil & O’Dea, 2015
- Kwanzacetus Lambert, Auclair, Cauxeiro, M. Lopez & Adnet, 2018[15] – jedynym przedstawicielem był Kwanzacetus khoisani Lambert, Auclair, Cauxeiro, Lopez & Adnet, 2018
- Meherrinia Geisler, Godfrey & Lambert, 2012[16] – jedynym przedstawicielem był Meherrinia isoni Geisler, Godfrey & Lambert, 2012
- Saurodelphis Burmeister, 1891[17]